# Greta Mjöll Samúelsdóttir
Greta Mjöll Samúelsdóttir (* 5. September 1987 in Reykjavík) ist eine ehemalige isländische Fußballspielerin.

## Spielerkarriere

### Vereine
Greta Mjöll begann für den in Kópavogur ansässigen Breiðablik Kópavogur mit dem Fußballspielen und rückte im Alter von 15 Jahren bereits in die erste Mannschaft auf, der sie zehn Jahre lang angehören und bei der sie ihre Spielerkarriere beenden sollte. Ihr Debüt im Seniorinnenbereich erfolgte am 17. Mai 2003 mit Einwechslung in der 50. Minute für Eva Linda Annette Persson beim 2:1-Sieg im Heimspiel gegen die seinerzeit bestehende Spielgemeinschaft Þór/KA/KS in der Besta deild kvenna, der höchsten Spielklasse im isländischen Frauenfußball. Ihr erstes Tor gelang ihr eine Woche später beim 2:0-Sieg im Auswärtsspiel gegen den FH Hafnarfjörður mit dem Treffer zur 1:0-Führung in der 46. Minute.
In der Spielzeit 2012 war sie während ihres Studiums in den Vereinigten Staaten für den in Beverly am dort befindlichen Endicott College ansässigen Verein Boston Aztec in der WPSL, einer nationalen Amateurliga in der zweithöchsten Spielklasse, aktiv. In ihre Heimat zurückgekehrt, unterzeichnete sie im Dezember 2012 einen über zwei Spielzeiten gültigen Vertrag mit Breiðablik Kópavogur.
Ihr letztes Punktspiel bestritt sie am 15. September 2013 bei der 0:6-Niederlage im Auswärtsspiel gegen den feststehenden Meister UMF Stjarnan über 90 Minuten mit dem Abschluss der Spielzeit; eine hartnäckige Knieverletzung zwang sie, ihre Spielerkarriere im Jahr 2013 zu beenden. Sie bestritt insgesamt 108 Punktspiele, in denen sie 56 Tore erzielte (zzgl. vier Meisterschaftsspiele und zwei Tore). Sie gewann mit ihrer Mannschaft am Ende der Spielzeit 2005 das Double (Meisterschaft und Vereinspokal) sowie 2013 erneut den nationalen Vereinspokal, 2006 und 2012 den Liga- und 2014 den Superpokal. International bestritt sie am 12. und 19. Oktober 2006 das in Hin- und Rückspiel ausgetragene Viertelfinale gegen den FC Arsenal (0:5, 1:4) im Wettbewerb um den seinerzeitigen UEFA Women’s Cup (Vorläufer der seit 2009 umbenannten UEFA Women’s Champions League).

### Nationalmannschaft
Greta Mjöll debütierte als Nationalspielerin für den KSÍ in der U16-Nationalmannschaft, die am 2. Juli 2002 die Begegnung mit der U16-Nationalmannschaft Finnlands mit 3:0 gewann; sie wurde in der 73. Minute für Tinna
Mark Antonsdóttir eingewechselt. Bis zum 4. Juli 2004, beim 3:2-Sieg gegen die U16-Nationalmannschaft Finnlands, bestritt sie zehn weitere Länderspiele in dieser Altersklasse. Die ersten zwei ihrer fünf Länderspieltore gelangen ihr am 30. Juni 2003 bei der 2:4-Niederlage gegen die U16-Nationalmannschaft Frankreichs mit den Treffern zum 1:0 und 2:0 in der 13. und 43. Minute.
Am 29. Juli und am 1. August 2003 wurde sie in der U17-Nationalmannschaft, bei der 0:1-Niederlage gegen die U17-Nationalmannschaft Dänemarks und beim 4:4-Unentschieden gegen die U17-Nationalmannschaft Schwedens, berücksichtigt.
Für die U19-Nationalmannschaft bestritt sie vom 23. September 2003 bis zum 29. April 2006 14 Länderspiele, in denen sie ebenso viele Tore erzielte; davon drei Doppeltorerfolge und ein Dreifachtorerfolg, der ihr am 29. September 2005 beim 5:0-Sieg über die U19-Nationalmannschaft Bosnien-Herzegowinas gelang. Es waren allesamt EM-Qualifikationsspiele.
Vom 20. Juli 2005 (0:4 vs. USA) bis zum 22. Juli 2006 (0:1 vs. Schweden) wurde sie siebenmal in der U21-Nationalmannschaft berücksichtigt, für die sie ein Tor erzielte (3:2 vs. Norwegen am 16. Juli 2006).
Am 21. August 2005 debütierte sie in Reykjavik in der A-Nationalmannschaft durch Einwechslung für Erla Hendriksdóttir in der 85. Minute; das erste Aufeinandertreffen mit der Nationalmannschaft Belarus’ war zugleich das erste Spiel der WM-Qualifikationsgruppe 2 und wurde mit 3:0 gewonnen. Auch in den letzten fünf WM-Qualifikationsspielen wurde sie eingesetzt; im fünften, am 18. Juni 2006 beim 3:0-Sieg über die Nationalmannschaft Portugals in Reykjavik, erzielte sie mit dem Treffer zum 2:0 in der 85. Minute ihr erstes A-Länderspieltor. Für die angestrebte Teilnahme an der vom 23. August bis zum 10. September 2009 in Finnland anstehenden Europameisterschaft bestritt sie die ersten vier und das siebte Spiel der EM-Qualifikationsgruppe 3; im ersten, am 31. Mai 2006 beim 3:0-Sieg über die Nationalmannschaft Griechenlands in Athen erzielte sie mit dem Treffer zum Endstand in der 90. Minute ihr zweites A-Länderspieltor. Sie nahm ferner mit der Mannschaft am Turnier um den Algarve-Cup 2007 (2 Spiele, 1 Tor; beim 4:1 vs. China im Spiel um Platz 9), 2008 (2/0), 2011 (3/0) und 2012 (4/0) teil und kam 2006 in drei, 2007 in einem und 2008 in zwei in Freundschaft ausgetragenen Länderspielen zum Einsatz.

### Erfolge
Nationalmannschaft
- Algarve-Cup-Finalist 2011

Breiðablik Kópavogur
- Isländischer Meister 2005
- Isländischer Pokalsieger 2005, 2013
- Isländischer Ligapokalsieger 2006, 2012

## Sonstiges
Greta Mjöll nahm am 24. Söngvakeppnin, dem isländischen Vorentscheid für den Eurovision Song Contest 2014, teil und trug das Lied "Eftir eitt lag" (dt. Nach einem Lied) vor. Ihr gelang der Einzug in das Finale, das am 15. Februar 2014 stattfand, qualifizierte sich jedoch nicht für das Superfinale.